# 1864 au théâtre
| Années du théâtre : 1861 - 1862 - 1863 - 1864 - 1865 - 1866 - 1867    |
| Décennies du théâtre : 1830 - 1840 - 1850 - 1860 - 1870 - 1880 - 1890 |

## Pièces de théâtre représentées
- 30 mai : La Tour de Nesle à Pont-à-Mousson, parodie-vaudeville des Frères Cogniard et Monsieur Clairville, au théâtre des Variétés

- 10 août : La Liberté des Théâtres, salmigondis mêlé de chants des Frères Cogniard et Monsieur Clairville et une musique de Messieurs Lindheim et Hervé, au théâtre des Variétés

## Décès
- 10 mai : Joaquína Sitchez, actrice et soprano espagnole, née le 28 juillet 1780.
- 17 octobre : Antoine-Marie Coupart, auteur dramatique et chansonnier français, régisseur au Théâtre du Palais-Royal, né le 13 juin 1780.
- 30 novembre : Wilhelmine Sostmann, écrivaine et actrice allemande, née le 21 septembre 1788.